# Lieb Ferenc
Lieb Ferenc (? – 1787. november 30. körül) rokokó vándorfestő Északkelet-Magyarországon a 18. század második felében. A stílusa megkapóan eredeti, változatos motívumkincsét grafikai előképekről merítette.

## Élete

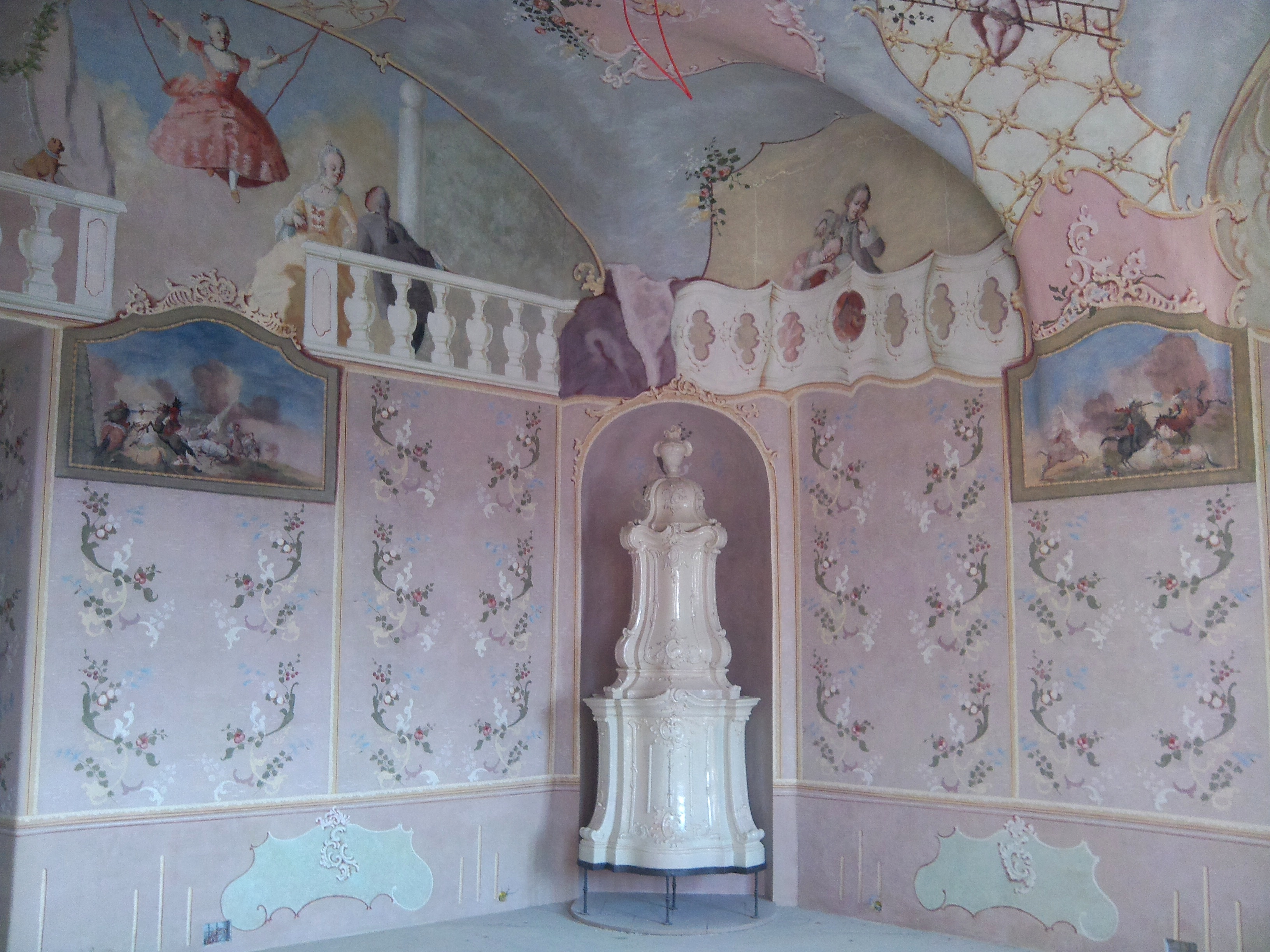
Egy szobabelső a L’Huillier–Coburg-kastélyban

Iglón dolgozott városi festőként, 1758-ban megházasodott, később gyermekei születtek (Klára, Antal), itt vásárolt házat.
1769 őszén szerződött az edelényi L’Huillier–Esterházy-kastély szobáinak kifestésére. Mitológiai történeteket, csataképeket, hétköznapi idilleket és az évszakokhoz köthető munkákat megörökítő alkotásokat készített 1769 és 1771 között.
Neki tulajdonítható a monoki Andrássy-kastély dísztermének (A négy világrész, A négy elem, portrék) és kápolnájának (Krisztus feltámadása) figurális freskó-szekkó dísze 1770–1771-ből.
1782-től Leleszen élt, ahol 1783-ban Nepomuki Szent János-mellékoltárképet készített a premontrei templomba, 1787-ben ugyanitt a sekrestye kifestését (Szent Norbert miséje, elpusztult) vállalta.

### További munkái
- Egy Nepomuki Szent János-olajkép az Andrássy-kastélyban (lappang).
- A tőketerebesi pálos templom kifestése (jelenetek Remete Szent Pál legendájából és a pálos rend történetéből) és volt főoltárképe (Mária és Erzsébet) 1777-ből.
- A miskolci minoriták és a diósgyőri pálosok számára 1772–1778 körül készített művei nem maradtak fenn (kivéve: egy Betlehemi csillag, Sárospatak, Katolikus Gyűjtemény).[3]

## Freskók az edelényi kastélyban

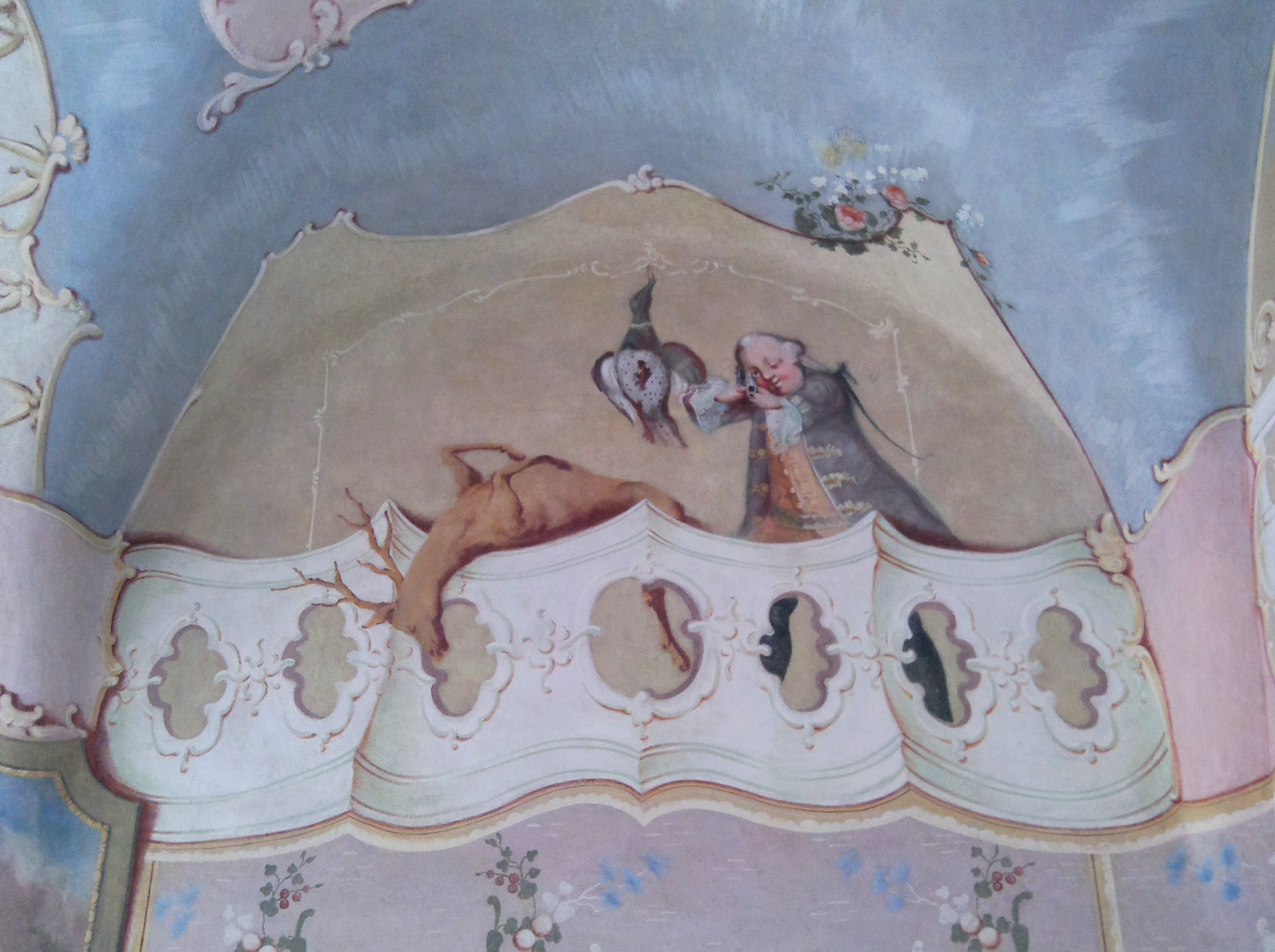
A vadászó gróf
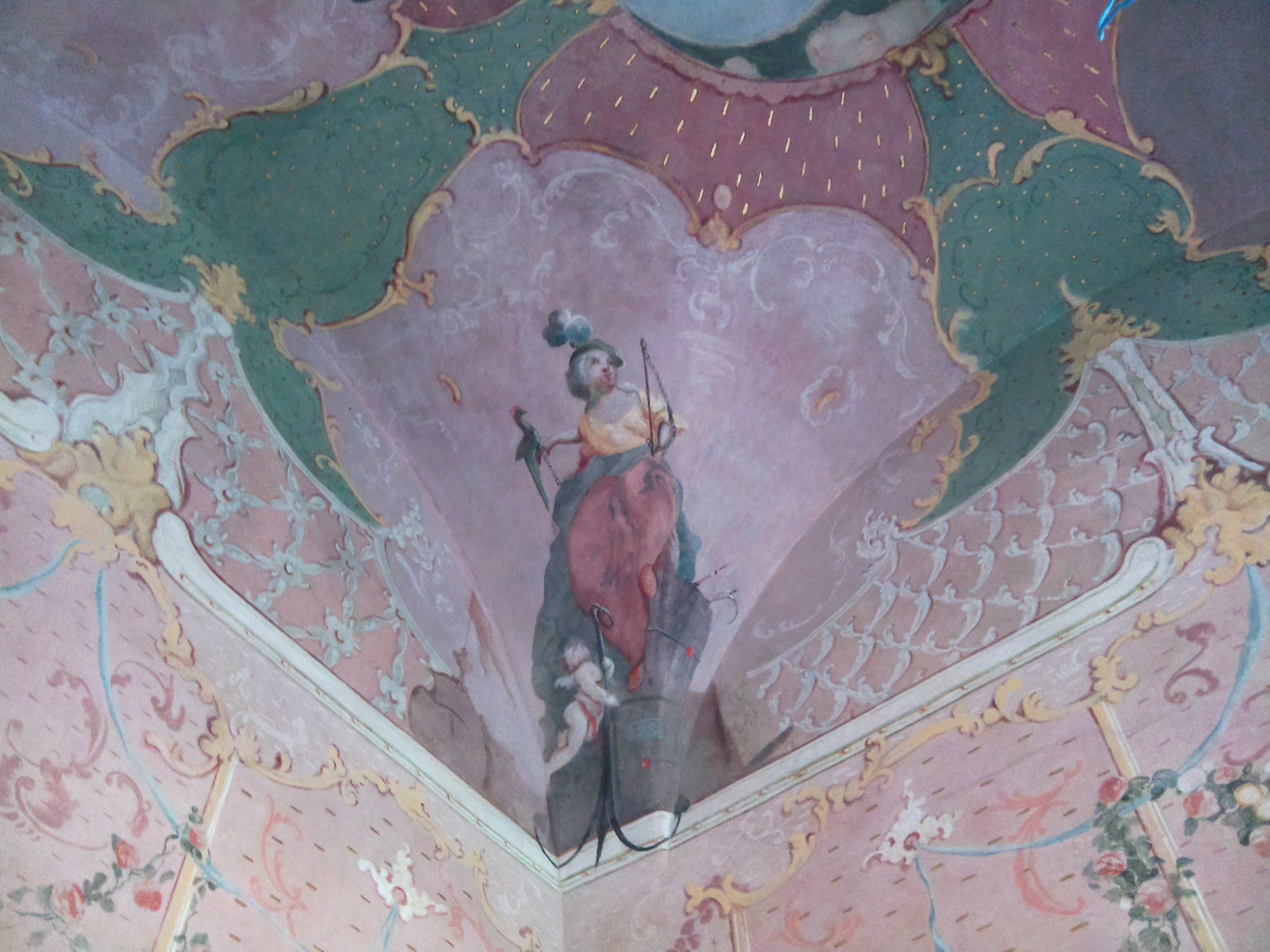
Világrészek szobája: Amerika
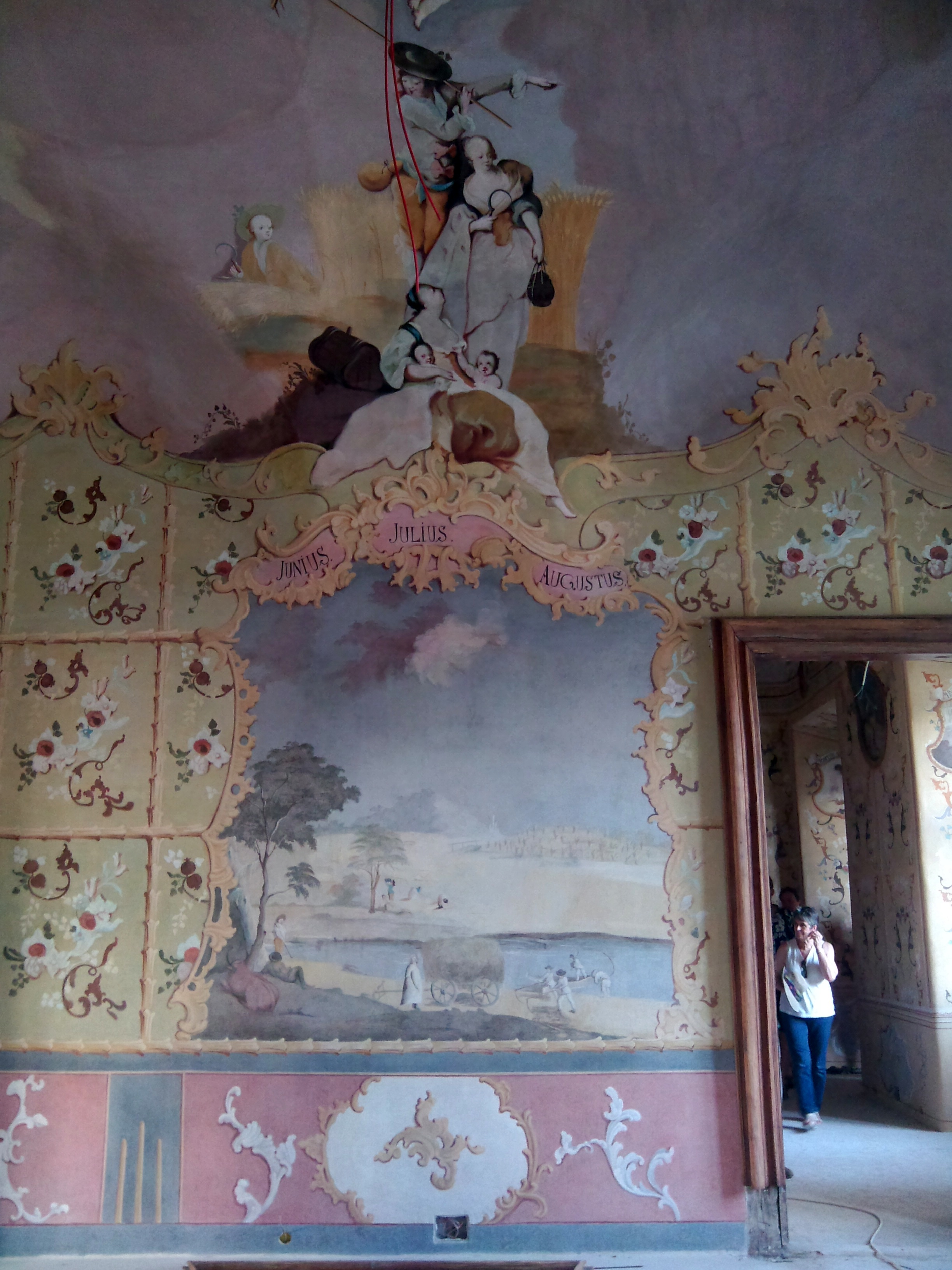
Az évszakok szobája: Nyár
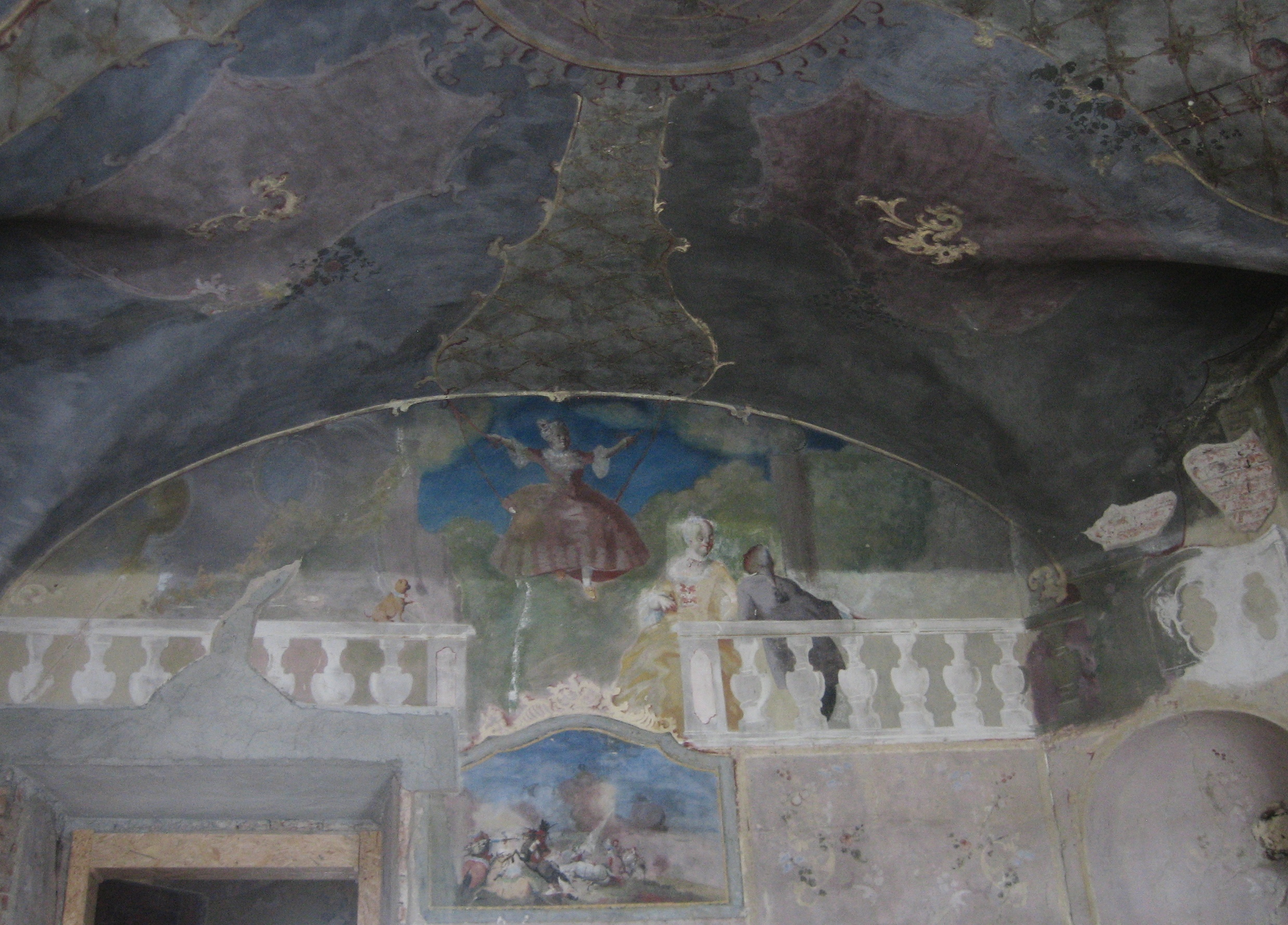
Felújítás közben (2010)
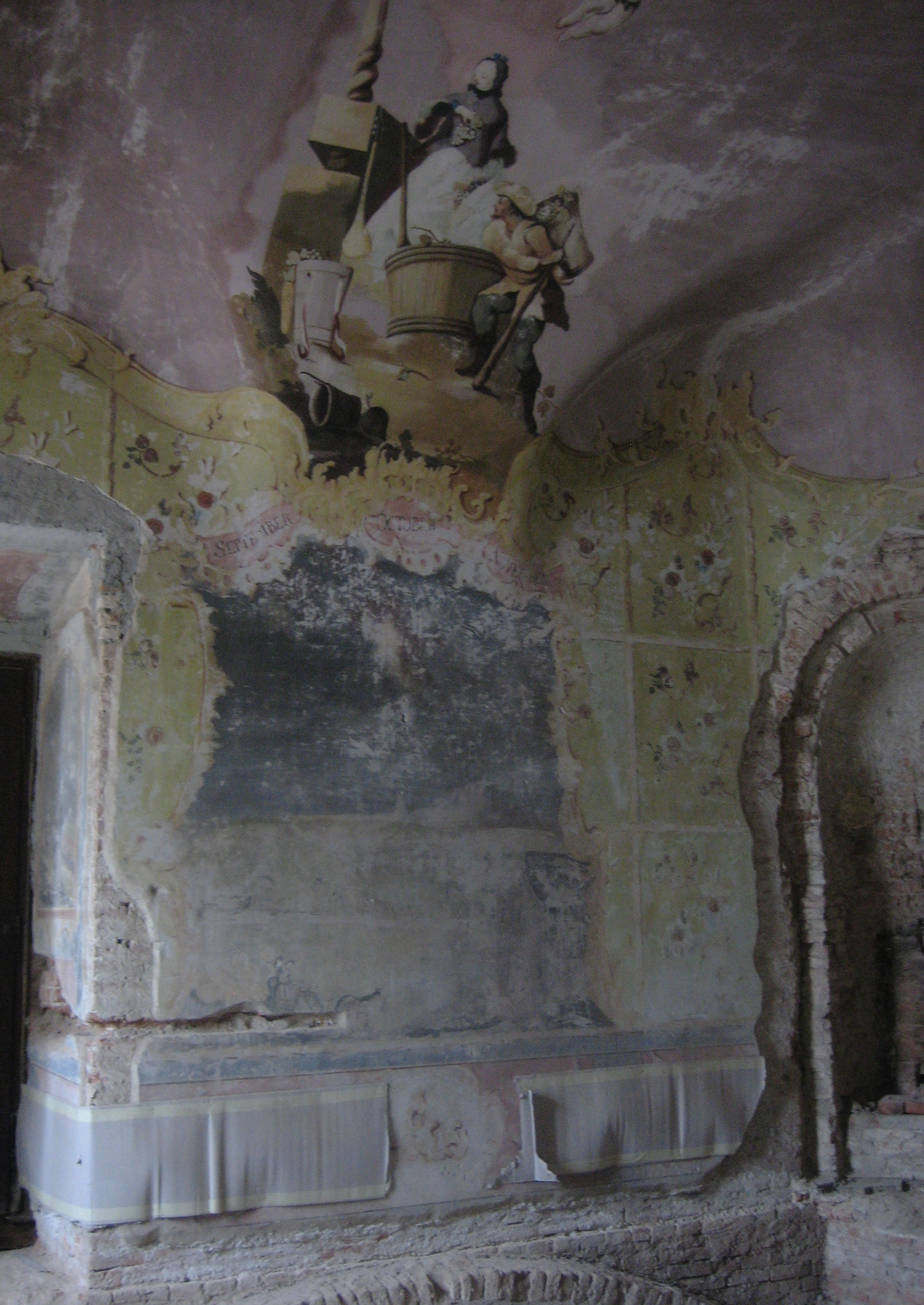
Felújítás közben (2010)

## Emlékezete
- 2012-ben  Lieb Ferenc, az edelényi festő címmel 25 perces történelmi kisjátékfilm készült.[4] Az író, producer, rendező, vágó: M. Tóth Géza, az operatőr: Csepeli Eszter, a díszlettervező: Hujber Balázs, a jelmeztervező: Bárdosi Ibolya volt. A főszerepeket Rost Andrea (Forgách Ludmilla), Antal Bálint (Ferus), Chován Gábor (Lieb Ferenc), Bartsch Kata (Ágnes) játszották.[5][6]